# Gmina Springdale (Iowa)

Położenie Gminy Springdale w hrabstwie Cedar

Gmina Springdale (ang. Springdale Township) – gmina w USA, w stanie Iowa, w hrabstwie Cedar. Według danych z 2000 roku gmina miała 2857 mieszkańców, a jej powierzchnia wynosi 94,21 km².